# Portret van een dame (Rogier van der Weyden)
Portret van een dame is een schilderij van de Vlaamse kunstschilder Rogier van der Weyden, geschilderd rond 1460, olieverf op paneel, 34 x 25,5 centimeter groot. Het toont een adellijke vrouw van rond de dertig in driekwart profiel. Het schilderij behoort tot de collectie van de National Gallery of Art te Washington D.C.

## Context
Van der Weyden had in het midden van de vijftiende eeuw als stadsschilder van Brussel belangrijke opdrachtgevers onder de plaatselijke patriciërs en het Bourgondische hof. Als zodanig portretteerde hij dan ook een groot aantal leden van vooraanstaande families, waaronder die van zijn weldoener Nicolas Rolin. Wie model heeft gestaan voor Portret van een dame is echter niet bekend. Gesuggereerd is wel dat het Maria van Valengin zou zijn, een onechte dochter van de Bourgondische hertog Philips de Goede, maar deze opvatting geldt onder kunsthistorici als sterk omstreden.

## Afbeelding
De compositie van Portret van een dame is opgezet tegen een diep-donkerblauwe effen achtergrond, zonder diepte, waardoor de focus volledig gericht wordt op de vrouw en de kleding die ze draagt. Doordat ook de achtergrond ook nog eens bijna versmelt met haar donkere jurk, wordt de aandacht eens te meer gericht op het gelaat en op de handen. De dame is duidelijk van adel: haar wenkbrauwen en haarinzet zijn zwaar geëpileerd, geheel volgens de toenmalige mode aan het Bourgondische hof. Ook de ringen en de fijne smalle handen duiden op een adellijke herkomst. Het opgespelde haar met de door een donkere haarband geaccentueerde diepe haarlijn, benadrukt de lengte van haar gezicht en daarmee het gotische ideaal. Dit wordt eens te meer aangezet door het hennin-achtige hoofddeksel, gedrapeerd met neervallende sluiers, die zich lijken te weerspiegelen in de devoot gevouwen handen. Met deze opzet creëert hij krachtige ruitachtige diagonalen, die het werk een bijna majestueuze uitstraling verlenen. De diep uitgesneden jurk is afgezet met bont aan de hals en bij de polsen en wordt beneden haar borsten bijeengebonden door een felrode sjerp. Van de Weyden toont zich een meester in het weergeven van de structuur van het stof.
Portret van een dame is voor de tijd waarin het gemaakt werd vernieuwend te noemen vanwege de gerichtheid op de individualiteit van de afgebeelde dame, alsook vanwege de puur esthetisch bedoelde idealisering. De ogen van het model staren nederig naar beneden, waarbij Van der Weyden een opvallende aandacht heeft voor het weergeven van de expressie, die een zekere devotie laat zijn. Kunsthistoricus Erwin Panofsky wijst op een zekere suggestiviteit in de blik van de vrouw, die in zijn woorden iets weergeeft van 'intelligentie, innerlijk conflict en van een smeulende gepassioneerdheid'. De lippen zijn sensueel vol. De driekwart weergave geeft jegens de toeschouwer een gevoel van nabijheid en aanwezigheid. Anderzijds creëert een zweem van abstractie, versterkt door de onnatuurlijk diepe plaatsing van het linkeroor en de platte weergave van de bijeengebonden haardos, een zekere afstand.
De opzet van Portret van een dame vertoont sterke overeenkomsten met een aantal portretten van Van der Weydens tijdgenoot Jan van Eyck. De invloed van diens leermeester Robert Campin is onmiskenbaar.

## Ontstaan en historie
| |  |  |
| Links: röntgenfoto van het portret, waarbij de smallere taille opvalt; Rechts: gelijkende versie, thans in de National Gallery, Londen. |  |  |

Van de Weyden heeft Portret van een dame waarschijnlijk zonder voorafgaande schetsen of ondertekening direct aangebracht op het eikenhouten paneel. Onderzoek uit 1937 met röntgenstralen heeft wel uitgewezen dat hij gaandeweg een aantal opvallende bijstellingen in de portrettering heeft doorgevoerd: aanvankelijk gaf hij het model duidelijk een meer geprononceerde borstenpartij met een smallere taille.
In dezelfde periode, rond 1460, schilderde Van de Weyden in een sterk vergelijkbare opzet nog een tweede vrouwenportret, waarbij hij echter duidelijk minder aandacht heeft voor de detaillering. Ondanks de gelijkenis wordt algemeen aangenomen dat het niet om dezelfde vrouw gaat. Dit werk behoort tot de collectie van de National Gallery te Londen.
In de negentiende eeuw bevond Portret van een dame zich in de collectie van Leopold III Frederik Frans van Anhalt-Dessau, later Leopold IV Frederik van Anhalt en andere leden van hun familie. Waar het werk zich eerder heeft bevonden is onbekend. In 1902 werd het portret door de familie Van Anhalt uitgeleend voor een tentoonstelling van Vlaamse Primitieven te Brugge, waar het sterk de aandacht trok door de opvallende moderniteit. In 1926 werd het door de Londense kunsthandelaren-broers Duveen van de Van Anhalt familie aangekocht en korte tijd later weer doorverkocht aan de Amerikaanse bankier en kunsthandelaar Andrew W. Mellon. Na Mellons dood in 1937 werd het gedoneerd aan de National Gallery of Art te Washington, waar het nog steeds tot de collectie behoort. In 1980 werd het portret grondig gerestaureerd, waarbij de kleurstelling sterk verbeterde maar ook verf verloren ging bij de sluier, het hoofddeksel en de mouw. Nabij het oor zit een sterke slijtageplek.